# خانه نیره بهنام
خانه نیره بهنام مربوط به دوره قاجار است و در شیراز، کوچه مسجد شهداء، کوچه سرباغ تاق، پلاک ۱۷ واقع شده و این اثر در تاریخ ۱۰ خرداد ۱۳۸۲ با شمارهٔ ثبت ۸۶۴۸ به‌عنوان یکی از آثار ملی ایران به ثبت رسیده است.